# Рачки (Киевская область)
Рачки́ (укр. Рачки) — село, входит в Володарский район Киевской области Украины.
Население по переписи 2001 года составляло 252 человек. Почтовый индекс — 09351. Телефонный код — .

## Местный совет
09351, Київська обл., Володарський р-н, с.Рачки  (укр.)